# トゥールのベレンガリウス

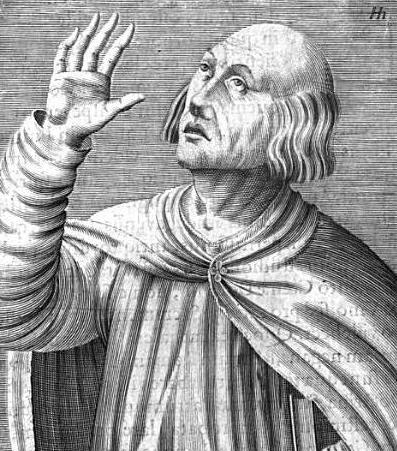
トゥールのベレンガリウス、ヤコブス・フェアハイデンの『Praestantium aliquot theologorum』（1602年）に収録されたハンリク・ホンディウスの版画

トゥールのベレンガリウス（ベリンゲリウス、ラテン語: Beringerius Turonensis、フランス語: Bérenger de Tours、999年頃 - 1088年1月6日）は、11世紀フランスのキリスト教神学者、アンジェの大助祭。シャルトル学派を指導することで、復興した弁証術を利用した知的研究の例を示した。この流れにランやパリの聖堂学校が続くことになった。また、彼は聖餐における聖変化の教義上での教会の指導権をめぐって論争を行った。

## 生涯

### 前半生
トゥールのベレンガリウスは生まれた場所はおそらくトゥールであり、生まれた時期は11世紀初めかもしれないと考えられている。ベレンガリウスはシャルトルの司教フルベールの学校で教育を受け始めた。フルベールは中世初期における伝統的な神学を体現していたが、自身の門人にそれを無理強いすることはなかった。ベレンガリウスは純粋な神学よりもむしろ世俗的な学問に関心を抱き、ラテン文学の知見、弁証術や、当時としては驚くべき一般的知識や自由思想をもたらした。後には聖書や初期キリスト教著述家、特にトゥールのグレゴリウスおよびヒッポのアウグスティヌスに関心を抱くようになった。そうして彼は公式的な神学に足を踏み入れていった。
ベレンガリウスはトゥールに戻ると、トゥール大聖堂の律修司祭となり、1040年頃にはトゥール大聖堂付属学校の学頭に就任して、同校の教育課程を改良して至る所から学生が集まるほどにした。彼は、教説の成功と同じくらい清廉潔白にして禁欲的な生涯からも名声を博している。彼の評判は多くの修道士が自分たちの熱意を周知させるための本を書くよう彼に頼むほどであった。また、後のボルドー大司教でベレンガリウスにポワティエの司教イゼンベールとの論争を行うよう決意させたジョスリンはベレンガリウスの裁定に権威があると認められていたことを証言している。ベレンガリウスはアンジェの大助祭となり、多くの司教やアンジュー伯ジョフロワ2世からの信頼を集めた。
このように彼に対する称賛の声が増す中、それと不協和な声が聞こえてきた、というのは、ベレンガリウスが聖餐に関して異端的思想を有していると糾弾されたのである。聖餐における現臨の本性に関する論争は中世初期にさかのぼる。9世紀にパスカシウス・ラドベルトゥスが聖餐におけるキリストの肉体と天上のキリストの肉体との一致に関して疑義を呈したが、全く支持を得られなかった。ラドベルトゥスの教説は彼の極端な実在論に反対するラトラムヌスやラバヌス・マウルスに激しく批判された。彼の実在論は反対者たちの神の現臨に関する霊的な概念との不幸な比較や戯画化によって損なわれる類のものであった。。そのような経緯があったうえで、聖餐における現臨を説明する上で要素のいかなる物質的変化も必要でないとベレンガリウスが主張したことは非常に大きな騒ぎを起こした。
これに対して最初に正統派の立場から反応したのは以前にベレンガリウスと同僚であったリエージュのアーデルマンである。彼はベレンガリウスに教会の教えに悖る説を唱えるのをやめるよう求めている。
おそらく1050年に、ベレンガリウスは以前ノルマンディーのベック修道院長だったランフランクスに手紙を送った。彼はその手紙の中で、ランフランクスが聖餐に関するパスカシウスの教説に執着してラトラムヌスの(ベレンガリウスはエリウゲナが書いたと思っていた)論考を異端だとみなしていることを残念に思っていると表明している。彼は自分がエリウゲナの説に賛成していると宣言し、自分の考えはアンブロジウス、ヒエロニムス、アウグスティヌスその他の権威によって支持されていると信じていた。この手紙は、ランフランクスがローマで受け取る前に数人の人々によって既に読まれていた。そこでベレンガリウスがよく思われていなかったため、ランフランクスは自分とベレンガリウスの結びつきが自分の関心領域に対して偏見をもたらすのではないかと恐れ、この問題を教皇レオ9世に伝えた。レオ9世は1050年の復活祭後の教会会議でベレンガリウスを破門し、その会議とは別に9月にヴェルチャッリで開かれた会議にベレンガリウスを召喚した。ベレンガリウスは自分が破門されたことの正当性について論難したが、アンリ1世の許可を得るためにトゥールのサン・マルタン修道院の名目上の院長としてまずパリに行くことは受け入れた。そのことを承諾する代わりに、王は彼を牢に繋いだ。そこでベレンガリウスは自身の説を強固にするような観点から「ヨハネによる福音書」を研究することに専念した。彼の友人が二人、彼を擁護しようとしたが、大声で脅された。ラトラムヌスの著書は焚書され、ベレンガリウスは再び糾弾された。
彼が牢屋から釈放されると、おそらくアンジューのジョフロワの入れ知恵を受けた王がさらにベレンガリウスを追及し、1051年10月にパリで宗教会議を開いて彼に来るよう打診した。ベレンガリウスは会議の目的を察知して現れず、会議の後に王が脅迫したのも効果がなかった、というのは、ベレンガリウスはジョフロワとアンジェの司教エウセビオスに匿われ、名の知れない人々の中に多くの味方を見出していたのである。

### ローマにて
1054年に、ヒルデブラント枢機卿はローマ教皇特使としてフランスにやってきた。彼はまずベレンガリウスに友好的な態度を示し、次に、ローマに戻ってきて、ベレンガリウスの敵をも沈黙させるレオ9世の権威に服することを提案した。しかしベレンガリウスがその友人たちよりも教会の平和をかき乱す以上のことができることにヒルデブラントが気づいた時には、彼はもう帰還していた。
こうした状況下でベレンガリウスは教説に関してできるだけ譲歩しようと決め、フランスの司教たちは論争が速やかに解決されることを望んでいると表明した。聖餐におけるパンとワインは聖別の後にはキリストの肉と血「である」(聖変化)とベレンガリウスが明文化して認めたことに満足するという声明がトゥールの教会会議で出された。和平に対する同様の意欲と教皇レオの死(4月19日)のために、ヒルデブラントはベレンガリウスに直ちにローマへ来るよう圧力をかけることはなかった。
ベレンガリウスはその後1059年にローマへ行き、ジョフロワ伯からヒルデブラントへの称賛の手紙によって強化された。ラテランで開かれた会議において、彼は何も聴取できず、彼にとって聖餐を最も肉体的にとらえているように思われるような明文化をされた教義を受け入れるように要求された。ベレンガリウスは力に圧倒されて、この文書を手に取ると明白な服従の沈黙の中でその身を大地に横たえた。

## フランスでの再主張
ベレンガリウスは自身の信仰を放棄したことへの自責の念と教皇や彼の反対者たちに対する苦い思いに満たされてフランスに戻った。彼の友人は少なくなっていた、というのはジョフロワは死に、彼の後継者はベレンガリウスの敵だったのである。エウセビウス・ブルーノはベレンガリウスから離れつつあった。しかしローマはベレンガリウスにチャンスを与えようという気になっていた。アレクサンデル2世が彼に励ます手紙を送り、同時にこれ以上攻撃しないと表明していたのである。
彼は強固な信念を維持しており、1069年ごろには論文を発表してニコラウス2世やローマでの会議における反論者たちに対する鬱憤を晴らしている。ランフランクスがこれに応え、ベレンガリウスは彼と再会した。ラングルの司教ユーゴーも論文『キリストの肉と血について』(羅:De corpore et sanguine Christi)を書いてベレンガリウスに反対した。名祖であるヴェノーザ司教のベレンガリウスですらこの論争に引き入れられ、彼が二度目に召喚されたときにローマで彼に反対する文章を書いている。
しかしフランスにおいて彼に対する印象は急激に敵対的なものになりつつあったので1076年にポワティエで開かれた教会会議では直接的な暴力沙汰になりかけた。ヒルデブラントはこのころ教皇グレゴリウス7世になっていたが、彼を保護しようとした。具体的には、1078年にベレンガリウスを何度もローマに呼びつけ、彼にトゥールで署名したのと同じような漠然とした定式に同意させることで彼の敵対者を鎮めた。しかしベレンガリウスの敵対者たちはこれに満足せず、三か月後に別の会議で彼に、聖変化を認めるほかには弁解の余地のない詭弁しかないという意味の定式を押し付けた。彼は軽率にもグレゴリウス7世の同情を期待したが、グレゴリウス7世は彼に過ちを認めて異端説の追求をやめるよう彼に命令した。ベレンガリウスの勇気は彼に通じなかった。彼は自分が間違っていたと告白し、教皇による彼を守る手紙とともに自宅に送り返されたが、内心でははらわた煮えくり返っていた。
一たびフランスに戻ると、彼は大胆さを発揮してローマでの会議の議事録に対する彼独自の説明を発表し、自説を撤回したのを取り消した。結果としてボルドーでの教会会議(1080年)の前に別の挑戦を受け、さらに服従することを強いられた。
この後彼は沈黙を保ち、トゥール近郊のサン・コムの島に引退して孤独に禁欲生活を送った。そこで彼は死んだが、信念を変えることはなかった。自分が受けた不当な迫害の元でも神の慈悲を彼は信じていた。

## 重要性
中世神学におけるベレンガリウスの真の重要性は、神学において弁証術を利用することの正当性を彼が同時代人より明確に主張したことにある。彼の著作には純粋に合理主義的な意味で理解できる記述がみられる。しかし、全ての宗教的権威―聖典、教父、教皇、公会議―を転覆させようと彼が意図していたというのは、ベレンガリウスの主な立脚点たる合理主義からはあまりにも外れている。それは11世紀人に彼の時代に知られていない、彼の時代にはそれを説明する言葉すらないことを帰するというものである。
彼が前面に押し出した対照は、理性と啓示とのそれではなく、啓示を合理的に理解するか非合理的に理解するかというそれである。彼は自分の同意する神学に打ち勝つ者の正当性を認めなかった、というのはそれは非合理的な主張を行っているからである。彼が服従しない権威は、彼の判断では、人間の権威にすぎないものであった。
ベレンガリウスの立場は彼を批判した人々と全く反対、というわけではなく、彼が破門されていない可能性がある。しかし彼によって始まった論争によって、ラドベルトゥスが9世紀に行って聖変化の教義の明確化に資した議論について人々が再考することになった。さらに、ベレンガリウスと彼の批判者の両方がキリスト教の教義の問題を論じるうえで論理学・文法学という世俗の学問を利用した時、12世紀以降のスコラ学への道が開かれた。
彼は教皇や教会会議について厳しく、不当な調子で話し、彼が自分に嘘をつくことになる原因を作った彼らを許すことはできなかった。しかしこのことは教会のカトリックの概念を否定したことは意味しない。彼が論難したのは当時の聖餐の教義に限定されており、彼がパスカシウスの理論を反駁したのは、少なからず彼がそれを聖典と教父に悖り、まさにサクラメントの本性を破壊するものだと信じていたからである。
トゥールのベレンガリウスは1088年にサン・コム市近くの島で世を去った。